# Comité Coordinador Estudiantil No Violento
El Comité Coordinador Estudiantil No Violento (Student Nonviolent Coordinating Committee o SNCC, pronunciado "snick") fue una de las organizaciones principales del Movimiento por los Derechos Civiles en Estados Unidos de los 60. Comenzó el 1 de febrero de 1960 a partir de reuniones estudiantiles lideradas por Ella Baker, y tuvo lugar en Raleigh, en Carolina del Norte. SNCC comenzó con un fondo de 800 dólares de la Conferencia Sur de Liderazgo Cristiano. Algunos de sus miembros estudiantiles eran organizadores de sentadas en restaurantes segregados en el sur de Estados Unidos. El propósito de la organización era coordinar el uso de acción directa y no violenta para atacar la segregación y otras formas de racismo. 
El SNCC jugó un papel vital en las Caravanas de Libertad (Freedom Rides), la Marcha de 1963 a Washington, el Verano de Libertad (Freedom Summer) en Misisipi y el Partido Democrático de Libertad de Misisipi a lo largo de varios años. En los últimos años de los 60, bajo el guiado por ardientes líderes como Stokely Carmichael, SNCC se enfocó en el Poder negro, y en la oposición a la Guerra de Vietnam. En 1969, SNCC cambió su nombre oficialmente al Comité Coordinador Nacional Estudiantil para reflejar la expansión de sus estrategias.
- Datos: Q127723
- Multimedia: Student Nonviolent Coordinating Committee / Q127723